# Princewill Okachi
Princewill Ushie Okachi (Lagos, 20 giugno 1991) è un calciatore nigeriano, centrocampista del Pogoń Zduńska Wola.

## Carriera
Ha iniziato a giocare nel Dingli Swallows a Malta nel ruolo di attaccante. Nel 2011, si è trasferito in prestito ai polacchi del Widzew Łódź, dove si è trasformato in un centrocampista. Il 1º luglio 2012, viene riscattato dalla squadra polacca. Dopo aver militato per tre anni di fila nel Widzew Łódź, il suo contratto è stato risolto per problemi finanziari. Più tardi, nel settembre 2014, ha firmato un contratto con il Panthrakikos, dove ha giocato 3 partite nella massima serie greca. Dopo questa breve esperienza in Grecia, ha deciso di tornare in Polonia dalla sua famiglia e più vicino a sua figlia in Danimarca. All'inizio della stagione 2015-2016, ha fatto ritorno al Widzew Łódź.

## Statistiche

### Presenze e reti nei club
Statistiche aggiornate al 4 maggio 2021.
| Stagione           | Squadra            | Campionato         | Campionato | Campionato | Coppe nazionali | Coppe nazionali | Coppe nazionali | Coppe continentali | Coppe continentali | Coppe continentali | Altre coppe | Altre coppe | Altre coppe | Totale | Totale |
| Stagione           | Squadra            | Comp               | Pres       | Reti       | Comp            | Pres            | Reti            | Comp               | Pres               | Reti               | Comp        | Pres        | Reti        | Pres   | Reti   |
| ------------------ | ------------------ | ------------------ | ---------- | ---------- | --------------- | --------------- | --------------- | ------------------ | ------------------ | ------------------ | ----------- | ----------- | ----------- | ------ | ------ |
| 2011-2012          | Widzew Łódź        | EK                 | 28         | 2          | CP              | 1               | 0               | -                  | -                  | -                  | -           | -           | -           | 29     | 2      |
| 2012-2013          | Widzew Łódź        | EK                 | 26         | 1          | CP              | 1               | 0               | -                  | -                  | -                  | -           | -           | -           | 27     | 1      |
| 2013-2014          | Widzew Łódź        | EK                 | 29         | 0          | CP              | 2               | 0               | -                  | -                  | -                  | -           | -           | -           | 31     | 0      |
| Totale Widzew Łódź | Totale Widzew Łódź | Totale Widzew Łódź | 83         | 3          |                 | 4               | 0               |                    | -                  | -                  |             | -           | -           | 87     | 3      |
| set.-dic. 2014     | Panthrakikos       | SL                 | 3          | 0          | CG              | 1               | 0               | -                  | -                  | -                  | -           | -           | -           | 4      | 0      |
| Totale carriera    | Totale carriera    | Totale carriera    | 86         | 3          |                 | 5               | 0               |                    | -                  | -                  |             | -           | -           | 91     | 3      |